# 훅스트랄줄무늬풀밭쥐
훅스트랄줄무늬풀밭쥐(Lemniscomys hoogstraali)는 쥐과에 속하는 설치류의 일종이다. 1961년 남수단 동부의 이전 상나일 주 니아욕 북부 알로이크에서 수집한 모식 표본만이 알려져 있다. 일반명은 줄무늬 반점 무늬와 자연 서식지인 습윤 사바나 지역을 묘사하는 의미에서 유래했다. 종소명은 곤충학과 기생충학에 기여한 해리 훅스트랄(Harry Hoogstraal) 박사의 이름을 기리기 위해 붙여졌다.